# Andrew McNee
Andrew McNee (Vancouver, 25 dicembre 1974) è un attore canadese.

## Filmografia parziale
- Firewall - Accesso negato (Firewall), regia di Richard Loncraine (2006)
- Scary Movie 4, regia di David Zucker (2006)
- Christmas Cottage, regia di Michael Campus (2008)
- Diario di una schiappa (Diary of a Wimpy Kid), regia di Thor Freudenthal (2010)
- Diario di una schiappa 2 - La legge dei più grandi (Diary of a Wimpy Kid: Rodrick Rules), regia di David Bowers (2011)
- Diario di una schiappa - Vita da cani (Diary of a Wimpy Kid: Dog Days), regia di David Bowers (2012)

## Doppiatori italiani
Nelle versioni in italiano dei suoi lavori, Andrew McNee è stato doppiato da:
- Franco Mannella in Diario di una schiappa, Diario di una schiappa 2 - La legge dei più grandi, Diario di una schiappa - Vita da cani